# На лесной эстраде
«На лесной эстраде» — советский рисованный мультипликационный фильм 1954 года, снятый режиссёром Иваном Аксенчуком по мотивам двух басен Сергея Михалкова «Осторожные птицы» и «Заяц во хмелю». В фильме «На лесной эстраде» животные по традиции высмеивали человеческие пороки.

## Сюжет
Мультфильм создан по мотивам басен Сергея Михалкова «Осторожные птицы» и «Заяц во хмелю». Селезень со своими помощниками устраивает представление на лесной эстраде для зверушек. Он рассказывает со сцены басни о лесных обитателях.
Первая басня — про медведя, у которого вскочил чирий на шее и поднялась температура. Для протыкания чирия медведь зовёт дятла, но тот, поставив диагноз косолапому, зовёт филина и петуха. Птицы-лекари устроили совещание, но так и не пришли к общему мнению, как помочь Топтыгину. Они хотели позвать журавля, но на счастье мимо пролетала пчела и ужалила медведя в шею. Чирий пропал, и медведь выздоровел.
Вторая басня — про зайца, который хотел вернуться домой во хмелю, погостив у ежей. Те предлагают косому остаться на одну ночь и напоминают, что «лев в округе объявился». Заяц не струсил и решил «рассчитаться» со львом. Одна птица смеётся над ним, а заяц тем временем скатывается вниз по лестнице, берёт ветку и разрезает кочан, неподалёку от которого птицы играли мелодию на гармошке. Разрушив с громким криком почти все мухоморы, косой оказывается в плену у льва, которого он разбудил. Лев отказался есть косого, поскольку он «пьян, какой-то дряни нализался». Протрезвев от страха, заяц льстит льву, сказав, что якобы пил за него и его семью, и хищник отпускает косого, так как «обожал подхалимаж». Услышав последние слова басни, лев покраснел от стыда.

## Съёмочная группа
| Сценарий                  | Сергея Михалкова                                                                  |
| Режиссёр                  | Иван Аксенчук                                                                     |
| Художники-постановщики    | Борис Степанцев, Евгений Галей, Михаил Скобелев                                   |
| Композитор                | Моисей Вайнберг                                                                   |
| Оператор                  | Елена Петрова                                                                     |
| Звукооператор             | Николай Прилуцкий                                                                 |
| Ассистент режиссёра       | Лидия Ковалевская                                                                 |
| Ассистент художника       | Гражина Брашишките                                                                |
| Ассистент по монтажу      | Александра Фирсова                                                                |
| Художники-мультипликаторы | Фёдор Хитрук, Борис Степанцев, Игорь Подгорский, Татьяна Таранович, Борис Бутаков |
| Художники-декораторы      | Ольга Геммерлинг (в титрах как О. Гемерлинг), Елена Танненберг                    |

## Отзывы
В творчестве Аксенчука можно выделить три жанровых «струи»… Второе направление — сатира. Жанр, важнейший для мультипликации 1960-х годов. Аксенчук пробовал этот материал ещё в 1950-е. «На лесной эстраде», «13 рейс», «Ваше здоровье», «Рай в шалаше», «Жили-были дед и баба»… Во многих сказочных или плакатных картинах Аксенчука присутствует сатирический элемент (вспомните хотя бы пролог к «Русалочке»). И, конечно, в этом же списке — сюжеты для киножурнала «Фитиль».
— Георгий Бородин. «К 90-летию Ивана Аксенчука»

## Переозвучка
В 2001 году мультфильм был отреставрирован и заново переозвучен компаниями ООО «Студия АС» и ООО «Детский сеанс 1». В новой версии была полностью заменена фонограмма, к переозвучиванию привлечены современные актёры, в титрах заменены данные о звукорежиссёре и актёрах озвучивания. Переозвучка была крайне негативно воспринята как большинством телезрителей, так и членами профессионального сообщества. Качество реставрации также иногда подвергается критике.

### Озвучивание
- Виталий Ованесов
- Александр Котов
- Борис Токарев
- Юльен Балмусов — филин, лев
- Владимир Конкин — заяц
- Жанна Балашова

## Видеоиздания
Мультфильм был официально выпущен на DVD-диске компанией «Союз-видео» в мультсборнике под названием «Праздничный мультконцерт»..